# Viive Sterpu

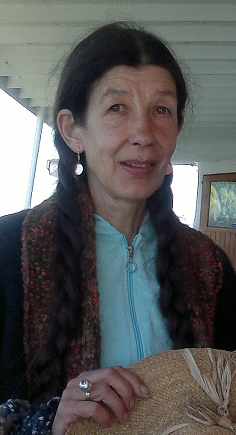
Viive Sterpu.

Viive Sterpu (tidigare Sirkel) född 17 december 1953, död 5 december 2012, var en estnisk konstnär bosatt i Tallinn, Estland.
Viive Sterpu ritade för det mesta med pastell på sandpapper. Hon har också experimenterat med grafik och glaskonst. Sterpu sökte inspiration i vardagens enkla företeelser. Hennes arbeten reflekterar kvinnlig ömhet och den urbana människans ensamhet. Hon älskade djur och naturen och avbildade dessa gärna i sina tavlor. Hon använder klara och sinsemellan harmoniska färger. Viive Sterpu signerar sina tavlor med "Viive". Innan sitt senare äktenskap använde hon namnet "Sirkel".
Viive Sterpu har haft privata och kollektivutställningar i Estland, Finland och Italien.
Inspirerad av Giacomo Puccinis musik skapade Viive Sterpu serien Puccinis hjältinnor, omfattandes tolv tavlor. Dessa tavlor, som avbildar de fjorton hjältinnorna Anna, Tigrana, Manon, Mimi/Musetta, Tosca, Cio-Cio-San, Minnie, Magda, Giorgetta, Suor Angeliga, Lauretta, Liú/Turandot, donerade hon i april 2007 till Villa Museo Giacomo Puccini (Torre del Lago Puccini i Italien). Donationen mottogs av Giacomo Puccinis sondotter Simonetta Puccini.
Viive Sterpus arbeten har sålts runt om i världen. Hon har också ritat resebyrån Kaleva Travels egna frimärken med Puccinis hjältinnemotiv. År 2004 gjordes ett TV-dokumentär, ”Viive ja Eugen Sterpu”, om Viive och hennes make i Estlands TV (ETV Eesti Televisioon) i serien ”Subjektiiv”.
Viive Sterpu var medlem av Eesti Kunstnike Liit (Estlands konstnärförbund).
Viive Sterpu var gift med konstnären Eugen Sterpu.